# 吳曉波
吴晓波（1968年9月9日—），男，广东梅县人，生于浙江宁波，中国财经作家。哈佛大学访问学者，「蓝狮子」财经图书出版人。毕业于复旦大学新闻系。常年从事公司研究，现任职于东方早报社。
2022年6月初，吴晓波疑似因發表中國經濟情況惡化的文章，其新浪微博帳號與微信公眾號被禁言，其真實原因不明。2023年6月26日，吴晓波因发布“通过炒作失业率、散布抹黑证券市场发展等负面有害信息，发布攻击否定现行政策和管理制度”的内容再次被微博禁言，其微信公众号也多日未更新。

## 生平
吴晓波1968年9月9日出生于浙江宁波。1985年考入复旦大学中文系新闻专业。

## 家庭
- 父親：1950年代末畢業於上海交通大学机械系
- 母親：2012年1月25日过世；浙江绍兴县人

## 主要出版作品

### 图书
- 2001年 《大败局》，被评为「影响中国商业界的二十本书」之一。
- 2002年 《穿越玉米地》
- 2003年 《非常营销》
- 2004年 《被夸大的使命》
- 2007年
  - 《大败局2》
  - 《激荡三十年》
- 2008年 《跌荡一百年》
- 2010年 《吴敬琏传》
- 2011年 《浩荡两千年》
- 2012年 《历代经济变革得失》
- 2017年 《腾讯传》
- 2018年 《激荡十年，水大鱼大》
- 2020年 《影响商业的50本书》

### 视频
2008年参与摄制第一财经频道纪念改革开放三十周年纪录片《激荡·1978-2008》。
2012年，在腾讯网V讲堂进行讲座《历代经济变革得失》，共计12讲，其为新书《浩荡两千年》的视频版。
2020年4月21日，2019冠状病毒病肆虐全球之际，基于疫情对中国社会格局影响的思考，吴晓波推出大型线上演讲节目《激荡2020 疫情特别演讲》，讲述疫情期间发生在中国社会各领域场景的数字化故事，预测疫情后中国经济复苏形势，解读数字新基建对中国社会新一轮变革的催生。

## 争议
其2010年作品《吴敬琏传》涉嫌抄袭柳红2002年著作《当代中国经济学家学术评传-吴敬琏》，卷入剽窃案官司与网络舆论争议。